# Genetta piscivora
Genre
Espèce
Statut de conservation UICN

 NT  : Quasi menacé
La genette aquatique (Genetta piscivora) est une espèce de carnivore de la famille des Viverridae. C'est la seule espèce du genre Osbornictis. On trouve cette genette dans les forêts équatoriales d'Afrique centrale. Elle se nourrit essentiellement du poisson qu'elle pêche dans les torrents auprès desquels elle vit (ADW).
La plupart des auteurs anglo-saxons (voir les références ci-dessous) considèrent que ce Viverridé ne peut appartenir au genre Genetta, tellement il en diffère à la fois par sa morphologie spécialisée adaptée à la vie aquatique, par son pelage et les couleurs de celui-ci. C'est ainsi qu'ils maintiennent le genre Osbornictis de la description d'origine de J.A. Allen en 1919.